# East River of Pictou
East River of Pictou (do 10 września 1953 East River) – rzeka (river) w kanadyjskiej prowincji Nowa Szkocja, w hrabstwie Pictou, płynąca w kierunku północno-zachodnim i uchodząca do zatoki Pictou Harbour; nazwa East River urzędowo zatwierdzona 22 marca 1926. Na rzece znajdują się wyspy: Ballast Island, Blueberry Island, The Intervale i Raspberry Island, wydzielane na jej wodach są także zatoki: Big Gut, Charltons Cove i Grattos Cove, oraz kanał wodny The Sluice. W rzekę wcinają się przylądki: Cantley Point, Dunbar Point, Greens Point, Indian Cross Point, The Loading Ground, McKay Point, Pine Point, Shipyard Point i Stonehouse Point. Nad rzeką położone są m.in.: Abercrombie (u ujścia), Eureka, Glencoe, miasto New Glasgow, Riverton, Sunny Brae. Dopływami West River of Pictou są: Normans Brook, Thompson Brook, Blanchard Brook, McDonald Brook, Glencoe Brook, Sam Cameron Brook, Grants Brook, Archibald Brook, Lime Brook, Millstream Brook, West Branch East River, Little River, McLellans Brook, Potters Brook, Smelt Brook, Rear Brook, Lowden Brook, Clish Brook (poprzez zatokę Big Gut) i Bore Hole Brook (poprzez kanał wodny The Sluice).